# هانفو

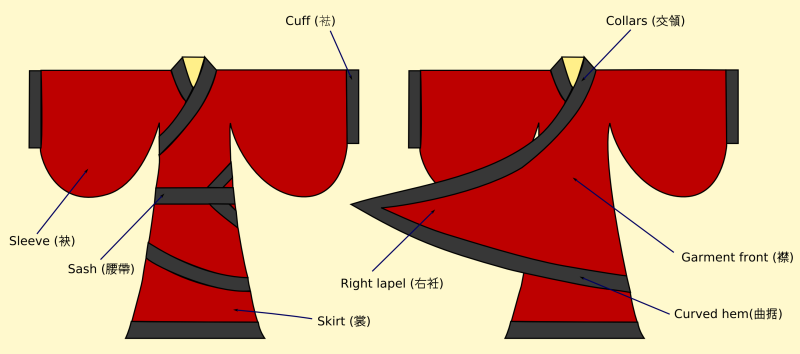

هانفو (بالصينية: 漢服 ، 汉服 ، hànfú ؛ مين جنوبية: ‎hànho̍k‏ أو hanhok؛ كانتونية: ‎hɔn˧fʊk˨‏ أو honfuk) ، هو اللباس التقليدي لقومية الهان في الصين، حيث برز هذا اللباس خلال جزء كبير من تاريخ الصين ، وخاصة خلال حكم اسرة تشينغ.

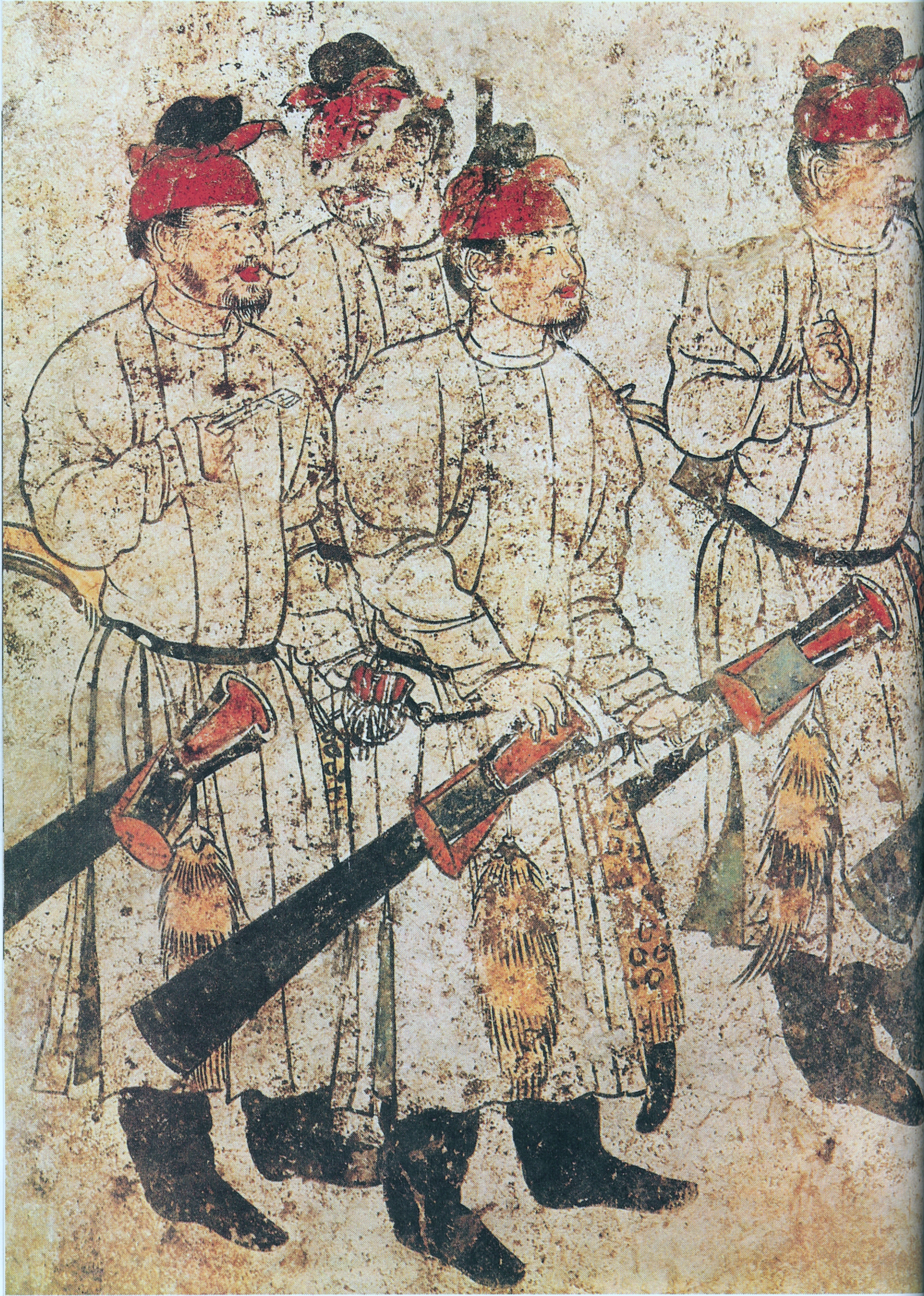